# Hadj Ammar Chemaâ
Hadj Ammar Chemaâ (en arabe : حاج عمار شمعة) est un footballeur international algérien né le 30 juillet 1961 à Relizane. Il évoluait au poste de défenseur central.

## Biographie

### En club
Il évoluait en première division algérienne avec son club formateur, le RC Relizane pendant 10 ans, avant d'aller finir sa carrière footballistique à la JSM Tiaret.

### En équipe nationale
Hadj Ammar Chemaâ reçoit une seule sélection en équipe d'Algérie. Son seul match a eu lieu le 11 décembre 1986 contre la Côte d'Ivoire (victoire 2-1).

## Palmarès
RC Relizane
- Championnat d'Algérie D2 (1) :
  - Champion Gr. Ouest : 1984-85.